# Olivier O. Olivier
Pour les articles homonymes, voir Olivier (homonymie).
Olivier O. Olivier, nom d'artiste de Pierre Marie Benoît Olivier, est un peintre français né le 1er mai 1931 à Paris et mort le 10 avril 2011  à Merry-la-Vallée dans l'Yonne,.

## Éléments de biographie
Il obtient une licence de philosophie à la Sorbonne en 1954, puis suit les cours de l'École des beaux-arts de Paris.
Peintre de l'absurde, de la dérision et de l'inquiétant, il est membre dès 1963 du groupe Panique avec Fernando Arrabal, qui lui suggère son nom d'artiste, Roland Topor, Abel Ogier (son cousin)[réf. nécessaire] et Alejandro Jodorowsky. Régent d'onirographie (écriture du rêve) du Collège de 'Pataphysique, il y participe également à l'Oupeinpo (Ouvroir de peinture potentielle). Nommé le 8 septembre 2012, Transcendant Satrape du dit Collège.
Olivier O. Olivier est mort en avril 2011, trois semaines avant ses 80 ans.

### OOO par Arrabal
« Olivier O. Olivier était le plus remarquable. Il a été ce que nous tous essayons d’être sans y parvenir : un saint laïc, un pataphysicien panique, un juste civil, un anar tranquille. […]
C’était un peintre surtout. Et, en outre, un sage, un philosophe, un Job, un voyageur, un poète. Et mille autres choses. Il a su tout faire avec une discrétion souriante.
Il avait trouvé l’art de rire, d’écouter, de caresser des chats quantiques, de parler de Spinoza avec tendresse et de Wittgenstein en connaissance de cause, de déverrouiller les hermétismes, de laisser passer le temps, de ne pas se soucier de ce qui ne le souciait pas, et de s’intéresser à ce qui l’intéressait.[réf. nécessaire] »

— Fernando Arrabal

## Publications
- 1983 : La cinquième saison, Louis Scutenaire, Olivier O. Olivier, éditions La Pierre d'Alun, Bruxelles
- 1993 : Paris-Rome, coll. « L'art en écrit », éditions Jannink, Paris
- 1998 : Arènes gelées, Fernando Arrabal, Olivier O. Olivier, éditions Dumerchez, Paris
- 2004 : Le Retour de l'éléphant prodigue, éditions Au crayon qui tue, Paris,
- 2005 : Olivier O. Olivier, Notre monde, ou presque, préface de Dominique Noguez, éditions Les Cahiers dessinés, Paris
- 2005 :  Ombres et lumières, Daniel Valade, Patrick Daniel, Christian Delacampagne, Olivier O. Olivier, éditions École des beaux-arts de Nîmes, Médiathèque de Lorient
- 2006 :   Grand Prix de l'Humour Noir, Paris
- 2009 : Morceaux choisis, éditions Au crayon qui tue, Paris
- 2010 : La Compagnie des bêtes, avec Odile Massé, éditions La Pierre d'Alun, Bruxelles
- 2010 : Train de nuit, 16 pastels pour la revue Trou, Revue d'Art, Moutier, Suisse
- 2013 : Aventures sur le lac, éditions Au Crayon qui tue, Paris
- 2019 : Peintures, textes de Philippe Garnier, Sarah Olivier, Olivier O. Olivier, éditions Les Cahiers Dessinés, Paris
- 2021 : Alphabet, éditions Orbis Pictus Club, Paris

## Filmographie
- Fenêtre sur- les voies de l'étrange, émission de télévision 30 minutes, 17 octobre 1977
- Olivier O. Olivier, film de J.P. Rousseuw, Istres 1999
- Entretien d'Olivier O. Olivier avec Patrick Roegiers, film de Jorge Amat, 2005

Utopia film, Accatone, Paris, 45 minutes (visualiser en ligne)
- Arènes gelées, film de Lyes Salem, Crans-Montana, Suisse, 2005 (à l'occasion de la construction d'arènes dans la neige à Crans-Montana)